# Wadi Nadschran
Das Wadi Nadschran (arabisch وادي نجران, DMG Wādī Naǧrān, auch Wadi Najran umschrieben) ist ein typischer, nur zeitweise wasserführender Flusslauf in Saudi-Arabien und Jemen. Es verläuft ca. 300 km von West (Asir-Gebirge und dem Hochland von Jemen) nach Ost um sich nahe der Stadt Nadschran in die Ebene der Sandwüste Rub al-Chali zu verlieren. Durch die intensive Grundwassernutzung um Nadschran kommt es durch Austrocknungs- und Setzungsprozesse weitverbreitet zur Bildung von „Erdspalten“. Westlich von Nadschran befindet sich ein bis 86 Millionen Kubikmeter Wasser fassender Stausee (Talsperre Nadschran) mit einer 73 m hohen Bogenstaumauer.